# Lei Aloha
Lei Aloha es el cuarto álbum de estudio de la cantante japonesa melody.. A diferencia de sus álbumes antecesores, Be as One y Ready to Go!, Lei Aloha no fue lanzado con una edición de CD+DVD. El álbum llegó al puesto #20 en Billboard Japan Top Albums Chart una semana después de su lanzamiento.

## Lista de canciones
1. "Daybreak"
2. "Say Hello"
3. "Haruka (Eternal Version)" (遥花～はるか～; Eternal Flower)
4. "Peace Song"
5. "Never Goodbye"
6. "Memories in Time"
7. "Horizon"
8. "Kiss Away"
9. "Anata no Soba ni" (あなたのそばに; By Your Side)
10. "No Return"
11. "Sunset Love"
12. "Beneath My Skin"
13. "Door"
14. "Paradise"

## Posicionamiento de Oricon
| Diariamente | Semanalmente | Ventas |
| ----------- | ------------ | ------ |
| 12          | 15           | 20 609 |